# Pulau Salawi
Pulau Salawi är en ö i Indonesien.   Den ligger i provinsen Sumatera Barat, i den västra delen av landet, 800 km väster om huvudstaden Jakarta. Arean är 0,68 kvadratkilometer.
Terrängen på Pulau Salawi är platt. Öns högsta punkt är 17 meter över havet. Den sträcker sig 1,0 kilometer i nord-sydlig riktning, och 0,9 kilometer i öst-västlig riktning.